# BMW 428
BMW 428 — це середньорозмірні автомобілі 4 серії, які почали випускатися у 2013 році. Виробляється у різних кузовах - хетчбек, кабріолет і купе. Існує три покоління цієї моделі:
- BMW F32 — 2013-н.ч.;
- BMW F33 — 2013-н.ч.;
- BMW F36 — 2014-н.ч.

### Опис
BMW 428i 2015 року представляє собою 2-дверний 4-місний автомобіль з кузовом купе, попередниками якого є седани 3 Серії. Основним конкурентом BMW 428 вважається Toyota Camry. 
BMW 428i оснащується 2,0-літровим 4-циліндровим двигуном, потужністю 240 кінських сил. Час розгону до 100 км/год складає 5,7 секунд. Максимальна швидкість, яку здатний розвинути автомобіль, дорівнює 250 км/год. Двигун автомобіля працює в парі з 6-ступінчастою механічною або 8-ступінчастою автоматичною коробкою передач. 

### Огляд моделі

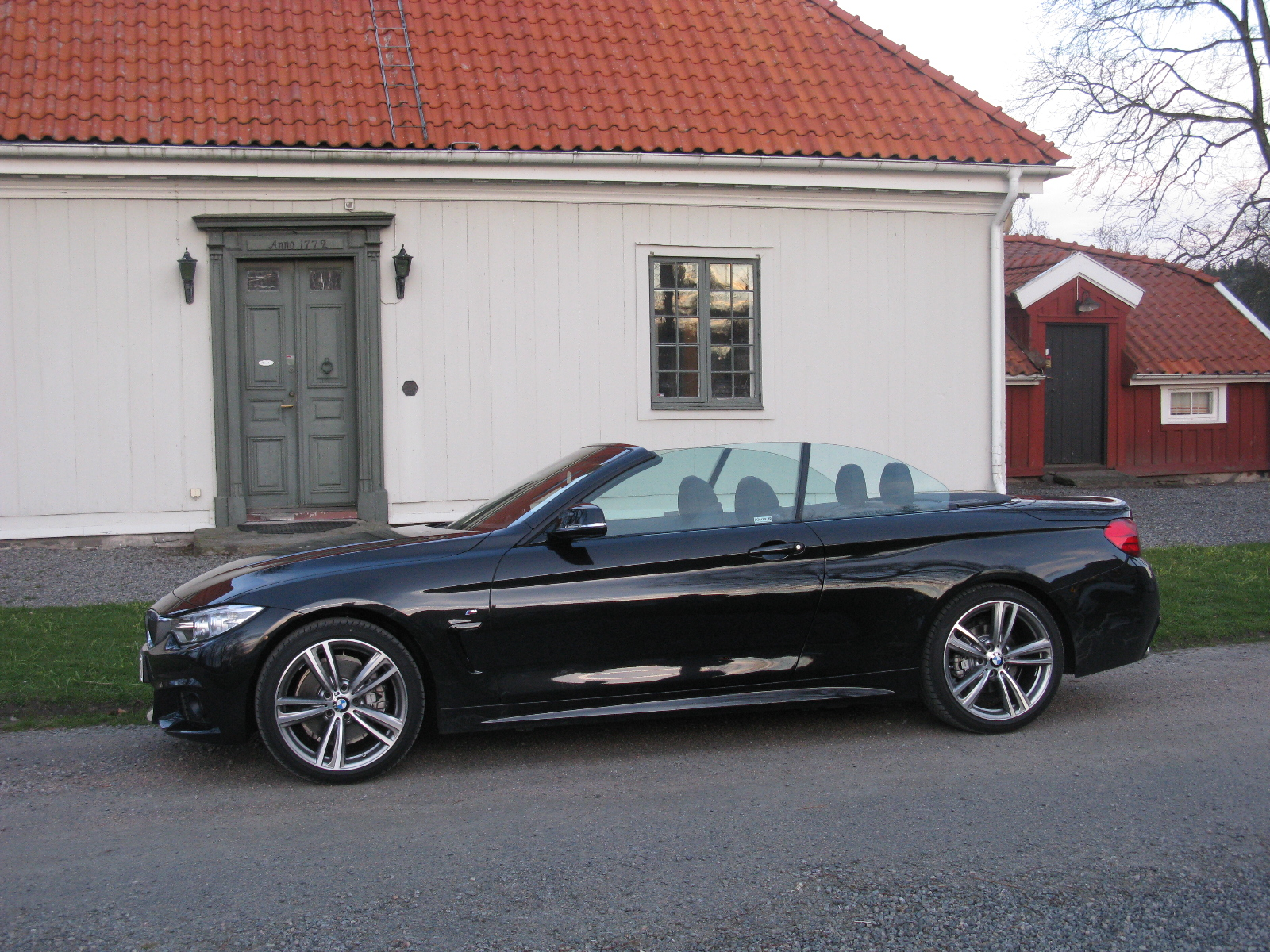
BMW 428i Cabriolet M Sport
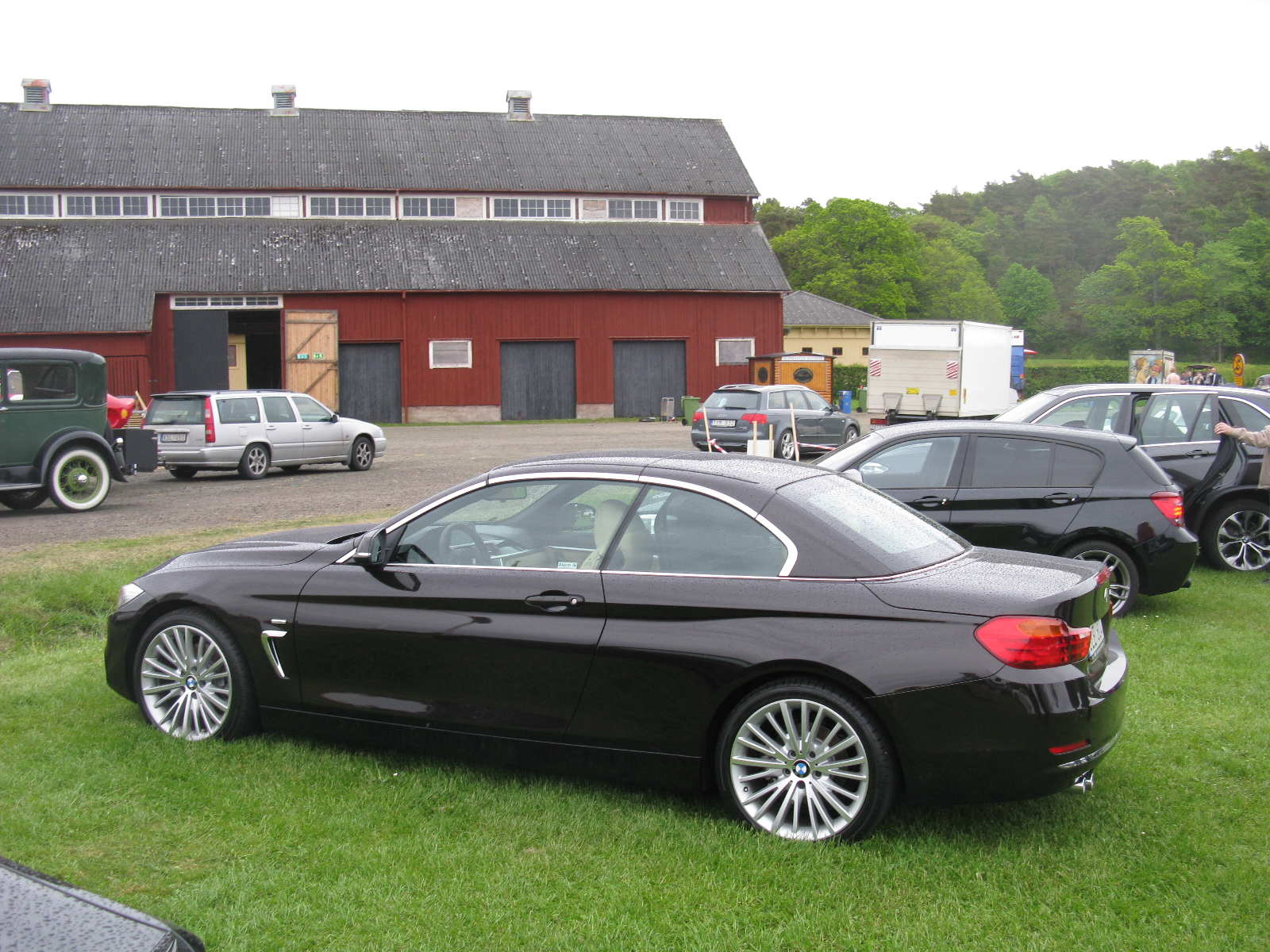
BMW 428i Cabriolet F33
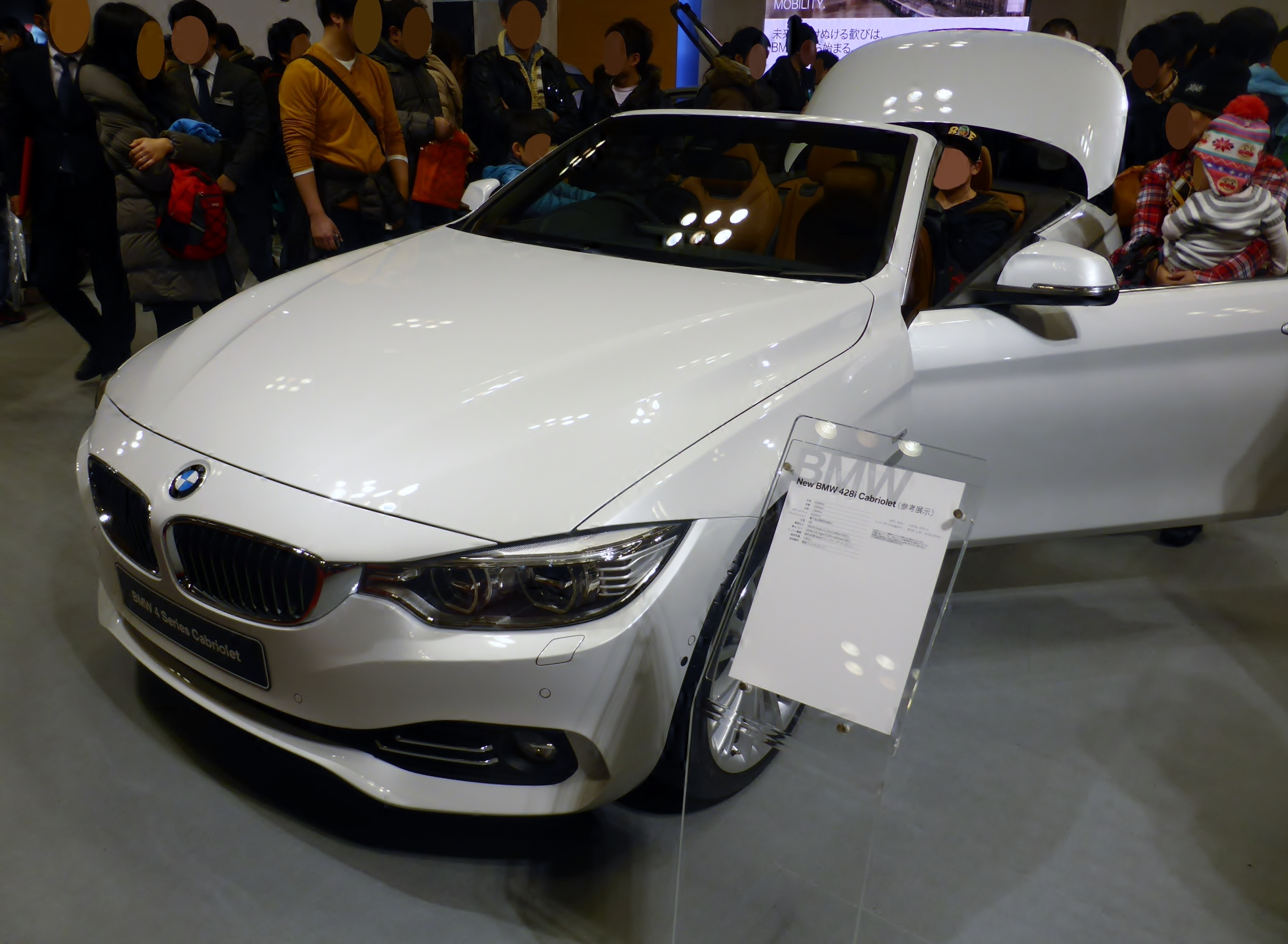
BMW 428i Cabriolet (F33)